# 松葉一清
松葉一清（日语：／ Matsuba Kazukiyo */?，1953年1月27日—2020年2月3日），日本建筑理论家、评论家。武藏野美術大學教授。

## 生平
1953年生于神户市。京都大学工学部建築学科毕业后进入朝日新聞社工作。曾任編集委員等职。2008年担任武藏野美術大學教授。2011年获日本建筑学会奖文化奖。
2020年2月3日因急性心臟衰竭去世。

## 中文译本
- 铃木博之; 藤森照信; 隈研吾; 松葉一清. . 由蔡玮翻译. 中信出版社. 2011年. ISBN 9787508624938.